# Dolichoderus erectilobus
Dolichoderus erectilobus är en myrart som beskrevs av Santschi 1920. Dolichoderus erectilobus ingår i släktet Dolichoderus och familjen myror. Inga underarter finns listade i Catalogue of Life.

## Bildgalleri

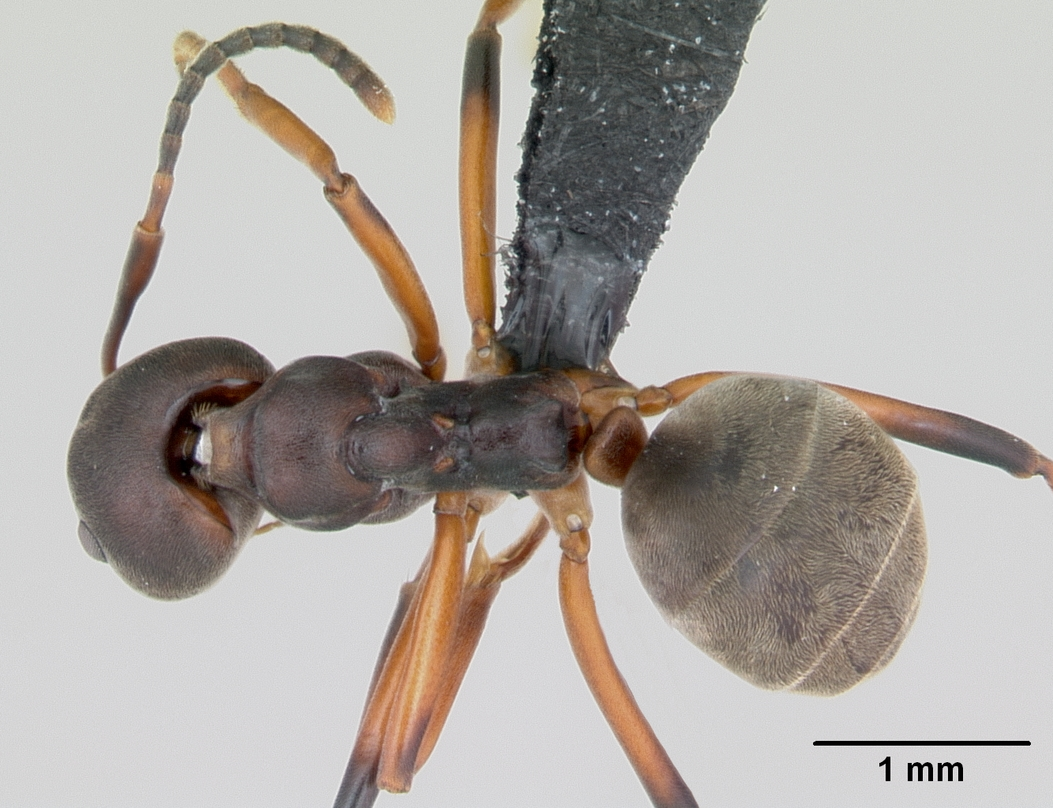
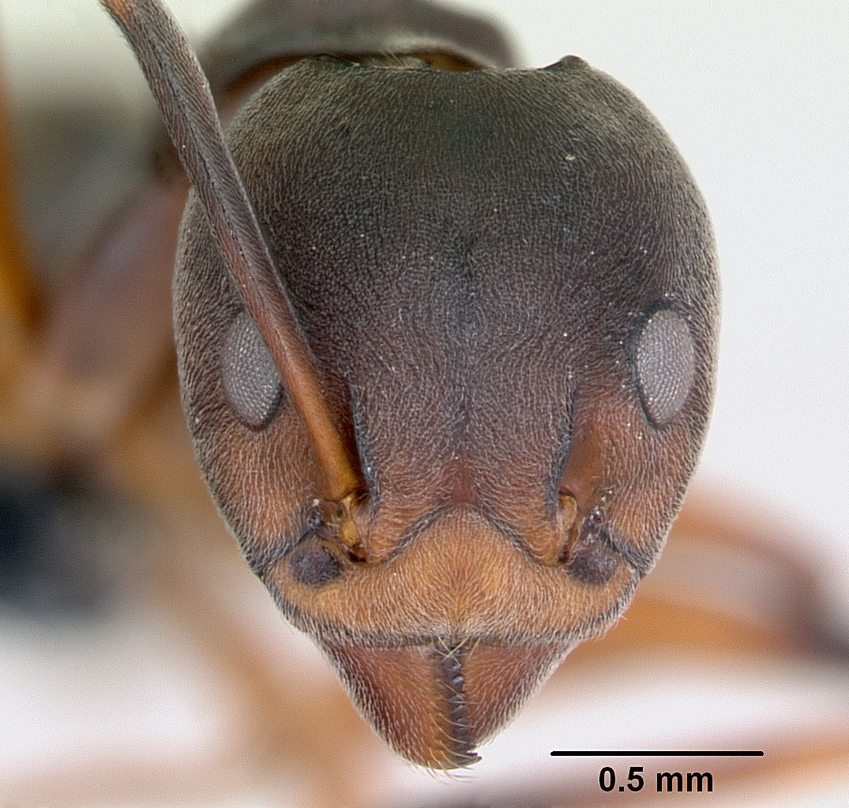
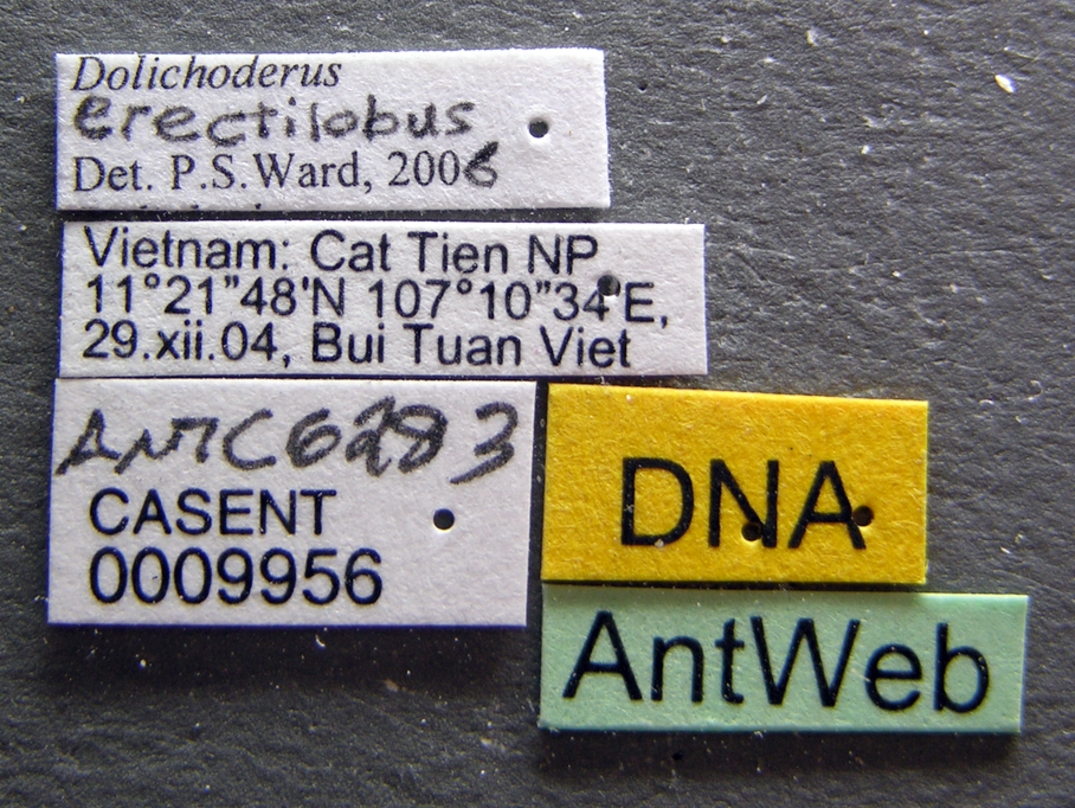
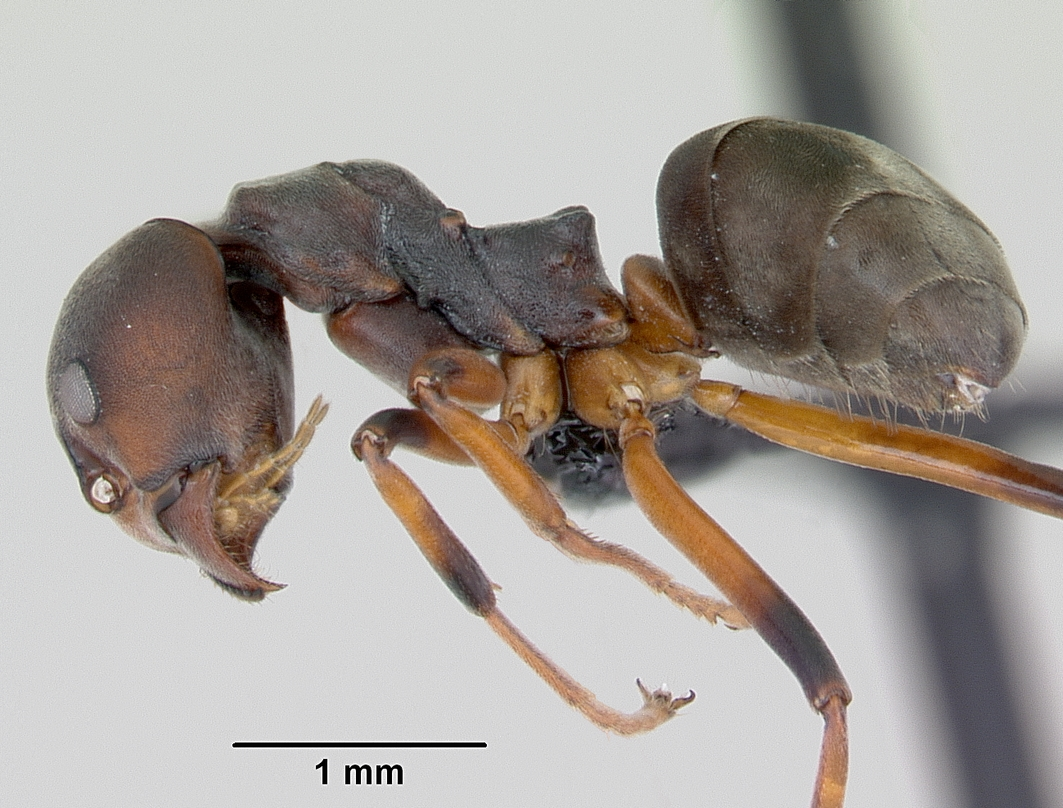